# Кумозек (Мойынкумский район)
Кумозек (каз. Құмөзек) — село в Мойынкумском районе Жамбылской области Казахстана. Входит в состав Карабогетского сельского округа. Находится примерно в 49 км к западу от районного центра, аула Мойынкум. Код КАТО — 315637400.

## Население
В 1999 году население села составляло 921 человек (472 мужчины и 449 женщин). По данным переписи 2009 года, в селе проживало 729 человек (376 мужчин и 353 женщины).